# باول بي. هنري
باول بي. هنري (بالإنجليزية: Paul B. Henry)‏ هو سياسي أمريكي، ولد في 9 يوليو 1942 في شيكاغو في الولايات المتحدة، وتوفي في 31 يوليو 1993 في غراند رابيدز في الولايات المتحدة. حزبياً، نشط في الحزب الجمهوري.

## مناصب
- في انتخابات مجلس النواب الأمريكي 1990 [الإنجليزية]‏، انتخب عضو مجلس النواب الأمريكي عن دائرة Michigan's 5th congressional district [الإنجليزية]‏ وقد انضم خلال فترته النيابية [الإنجليزية]‏ (3 يناير 1991 – 3 يناير 1993)  للكتلة البرلمانية الحزب الجمهوري.
- في انتخابات مجلس النواب الأمريكي 1992 [الإنجليزية]‏، انتخب عضو مجلس النواب الأمريكي عن دائرة Michigan's 3rd congressional district [الإنجليزية]‏ وقد انضم خلال فترته النيابية [الإنجليزية]‏ (5 يناير 1993 – 31 يوليو 1993)  للكتلة البرلمانية الحزب الجمهوري.
- انتخب عضو مجلس ولاية ميشيغان.
- انتخب عضو مجلس نواب ميشيغان  [لغات أخرى]‏.
- انتخب عضو مجلس النواب الأمريكي.